# ジャニーズ少年団
ジャニーズ少年団（ジャニーズ・しょうねんだん）は、ジャニーズ事務所に所属していたジャニーズJr.のメンバーで結成されたユニットである。1976年から1977年にかけて活動した 。活動内容はレコードを2枚発表したのみであり、テレビやコンサートへの出演は無かった。「ジャニーズ合唱団」は誤表記。

## 概要
- 1976年に、日本テレビの早朝子供番組『おはよう!こどもショー』のオープニングテーマや挿入歌を歌うための企画ユニットとして結成された。
- 1977年に、ジャニーズJr.の古川清隆が出演していた特撮ヒーロー番組『小さなスーパーマン ガンバロン』（日本テレビ）の主題歌&エンディングテーマを、ザ・バーズとの共演でビクターレコードよりリリースした。作曲を担当したのは「ゴダイゴ」のミッキー吉野。野村義男もガンバロンの出演者オーディションを受けているが、落ちてしまったため、主題歌への参加のみとなった。

## メンバー
- ギャングス
  - 松原秀樹（『巨人の好きな子この指とまれ』にのみ参加）
  - 曽我泰久（『巨人の好きな子この指とまれ』にのみ参加）
  - 大野祥孝（ジャニーズ・ジュニア第4期生。『巨人の好きな子この指とまれ』にのみ参加）
  - 長谷部徹 （ジャニーズ・ジュニア第4期生）
- 古川清隆
- 野村義男 （ジャニーズ・ジュニア第7期生）
- 渡辺和晃
ジャニーズ・ジュニア第7期生。ジャニーズ事務所に入る前は子役俳優として、テレビドラマ『ジャンボーグA』や『ファイヤーマン』に出演していた。 ジャニーズ事務所を退社後は、森口博子のチーフマネージャーを経てバーニング傘下の芸能事務所「スタッツ」の社長になり、「deeps」、「pool bit boys」などを世に送り出した。
- 山口裕章
1963年7月3日生まれ。堀越高等学校卒業。後に文学座に入団して舞台俳優として活動。現在は退団。

その他、ジャニーズJr.数名　

## レコード

### シングル
- 巨人の好きな子この指とまれ　c/w　あいつの机 （1976年10月、日本コロムビア） - 両曲とも日本テレビ『おはよう！こどもショー』の挿入歌。B面曲の『あいつの机』を歌っているのはジャニーズ少年団ではなくささきいさお。
- ガンバロン'77／友達のガンバロン - 両面とも松原・曽我・大野の3名は不参加。

### アルバム
- これが'77年のスター! 小さなスーパーマンガンバロン
ジャニーズ少年団の参加は『ガンバロン ’77』と『友達のガンバロン』の2曲のみ。（2007年5月25日にガンバロン30周年記念として、『小さなスーパーマン ガンバロン オリジナルサウンドトラック』のタイトルでCD復刻された。）

### 未音盤化曲
- おはよう！グッドモーニング （1976年） - 作曲：ミッキー吉野。日本テレビ『おはよう！こどもショー』のオープニングテーマだったが、レコード化はされなかった。